# Titus Flavius Modestus

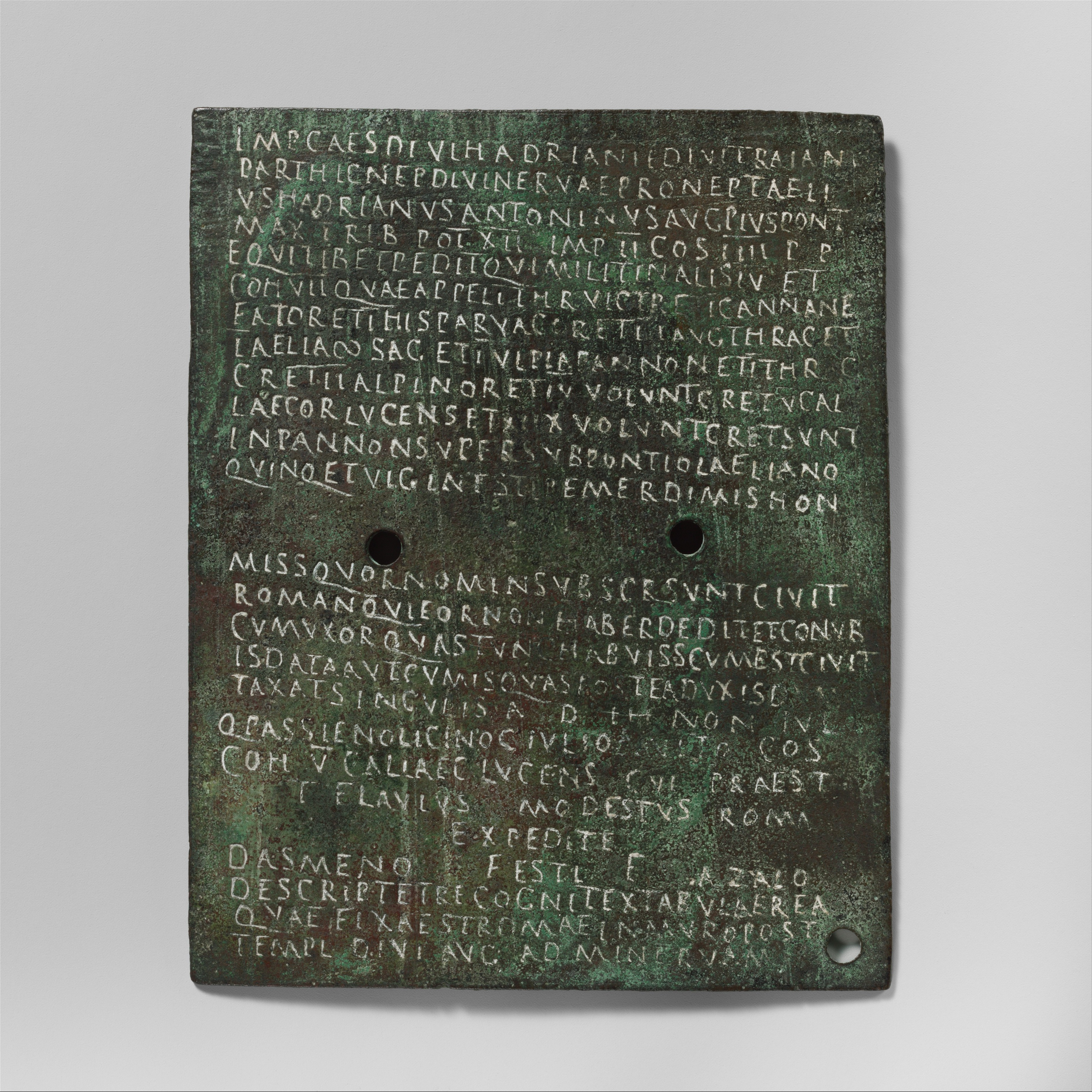
Das Militärdiplom von 149 n. Chr.

Titus Flavius Modestus war ein im 2. Jahrhundert n. Chr. lebender Angehöriger des römischen Ritterstandes (Eques).
Durch ein Militärdiplom, das auf den 5. Juli 149 datiert ist, ist belegt, dass Modestus 149 Kommandeur der Cohors V Callaecorum Lucensium war, die zu diesem Zeitpunkt in der Provinz Pannonia superior stationiert war. Modestus stammte aus Rom.